# Praia de Rio de Moinhos
Praia de Rio de Moinhos é uma praia, situada na freguesia de Marinhas, Município de Esposende e distrito de Braga.